# 莱奥-佩卡·泰赫蒂
莱奥-佩卡·泰赫蒂（芬蘭語：Leo-Pekka Tähti，1983年6月22日—），芬兰男子田径运动员。他曾代表芬兰参加2004年、2008年、2012年、2016年和2020年夏季残疾人奥林匹克运动会田径比赛，获得五枚金牌、一枚银牌和一枚铜牌。